# Gradište (Kutjevo)
Gradište  je naselje u Republici Hrvatskoj u Požeško-slavonskoj županiji, u sastavu grada Kutjeva.

## Zemljopis
Gradište je smješteno 29 km istočno od Požege, na cesti prema Našicama. Susjedna sela su Bektež na jugozapadu i Vukojevica na jugoistoku.

## Stanovništvo
Prema popisu stanovništva iz 2011. godine Gradište je imalo 152 stanovnika.
| broj stanovnika | 468   | 482   | 467   | 574   | 654   | 704   | 696   | 833   | 575   | 551   | 522   | 385   | 324   | 301   | 246   | 152   | 94    |
|                 | 1857. | 1869. | 1880. | 1890. | 1900. | 1910. | 1921. | 1931. | 1948. | 1953. | 1961. | 1971. | 1981. | 1991. | 2001. | 2011. | 2021. |